# Anesthésie-réanimation après 1945 en Belgique
Jusqu'à la seconde moitié du XXe siècle, l' anesthésiologie n'était pas une spécialisation médicale reconnue. Les actes médicaux étaient alors pratiqués soit par les chirurgiens lorsqu'il s'agissait d'anesthésies spinales, soit par les auxiliaires du bloc opératoire (infirmiers, étudiants, assistants) pour les anesthésies générales à l'éther et au chloroforme. C'est après la Seconde Guerre mondiale que commence la professionnalisation du métier et de la spécialisation de la branche, distincte de la chirurgie. 
Les avancées scientifiques, médicales et technologiques ont permis son essor, ce qui a entraîné la création d'associations et de groupes de relations entre anesthésistes, ainsi que le développement de la formation et de la recherche dans les universités.

## Débuts de l'anesthésie moderne (1945-1960)

### Expérience de guerre et formation des premiers anesthésistes
Lors de la Seconde Guerre mondiale, des médecins belges intègrent les forces armées britanniques. Ce contact avec des médecins britanniques, plus avancés dans le domaine de l'anesthésie, offre aux médecins belges une meilleure connaissance des nouvelles techniques utilisées. On retrouve parmi ces techniques l'utilisation de barbituriques et de curare en remplacement du chloroforme et de l'éther, de l'intubation trachéale et de l'utilisation plus systématique de la perfusion intraveineuse. 
Comme il n'existe pas de formation universitaire en Belgique, les premiers anesthésistes belges partent se former au Royaume-Uni, aux États-Unis et en Suède, pays non touchés par l'Occupation. Après leur formation à l'étranger, ces médecins retournent en Belgique afin d'y amener les nouvelles connaissances et techniques apprises. Parmi ces premiers anesthésistes, on peut citer Henri Reinhold, professeur à l'Université libre de Bruxelles et engagé dans les forces britanniques durant la guerre, qui part se former à l'Hammersmith Hospital de Londres ; William de Weerdt, formé en anesthésie à l'Université d'Oxford et qui crée en 1946 l' Internat en Anesthésiologie, le premier service d'anesthésie de Belgique à l'Université Catholique de Louvain, bien que rattaché au service de chirurgie et non reconnu officiellement. 

### Début de la professionnalisation et création d'une spécialisation
Comme le service d'anesthésiologie n'existe pas encore, il est toujours rattaché au service de chirurgie. Le problème est que les autres services médicaux qui pratiquent des actes chirurgicaux, comme l'otorhinolaryngologie ou la gynécologie se retrouvent dépendants du service de chirurgie pour avoir un anesthésiste. 
C'est durant la période 1947-1954 que les premiers pas de l'anesthésiologie comme spécialisation à part de la chirurgie commencent. En 1947, lors du premier congrès d'après-guerre de la Société Belge de Chirurgie, l'un des deux sujets choisis fut les Indications respectives des diverses anesthésies, rédigé par le chirurgien Edouard Laduron et l'anesthésiste Henri Reinhold, et montre qu'il n'y a pas encore de standardisation dans les méthodes et dans les drogues utilisées. C'est aussi en 1947 qu'est créée l'Association Professionnelle des Spécialistes en Anesthésiologie (APSA), le premier corps professionnel de l'anesthésie-réanimation, malgré un nombre très restreint de membres. 
En 1948, à la suite de l'augmentation de travaux scientifiques sur l'anesthésiologie, la Société Belge de Chirurgie crée une section dédiée à l'anesthésiologie. Bien que les premières réunions avaient majoritairement des chirurgiens pour participants, leur présence va diminuer avec la spécialisation de plus en plus poussée.
En 1949, la demande en anesthésistes spécialisés augmente, ce qui amène l'arrivée de l'enseignement de l'anesthésiologie dans les programmes universitaires. C'est aussi à cette période que des réformes sont entreprises pour la profession médicale, avec la distinction entre les médecins généralistes et les médecins spécialistes et l'apparition de la sécurité sociale. Il était alors devenu nécessaire de créer un système garantissant la reconnaissance des qualifications. C'est ainsi qu'en 1954, le Groupement des unions professionnelles belges de médecin spécialistes (GBS) est fondé, avec l'Association Professionnelle des Spécialistes en Anesthésiologie comme un des membres fondateurs. 
La spécialisation et la montée en prestige et reconnaissance de l'anesthésiologie continue dans les années 1950. En 1950 est fondée la première revue scientifique dédiée exclusivement à l'anesthésiologie, les Acta Anaesthesiologica Belgica. 
En 1951, l'Assurance Nationale de la Santé, prédécesseur de l'INAMI, décide de réexaminer la nomenclature des divers services médicaux et l'échelle des honoraires. D'abord introduit en 1944, lorsque la spécialisation en anesthésiologie n'existait pas, les honoraires perçus par les anesthésistes étaient égales à 10% de celles des chirurgiens. À partir de 1951, ces honoraires montent à 30%.
En 1954, l'enseignement de l'anesthésiologie est officiellement reconnue à la suite d'un arrêté royal du 22 octobre 1954. Ainsi, des professeurs des universités d’État de Liège et de Gand sont officiellement chargés de cours d'anesthésie.

### Avancées scientifiques
Dans les décennies 1950-1960, les nombreuses avancées dans les domaines de la médecine, de la biochimie, de la pharmacologie et de la technologie permettent à l'anesthésiologie de se développer, comme l'apparition des premiers antibiotiques et de l'utilisation de la pénicilline, la découverte de la cortisone et un meilleur contrôle dans la pratique de l'hypothermie et de l'hypotension durant l'opération entre autres. La méthode de l' "anesthésie balancée", combinant un hypnotique pour l'induction trachéale avec du curare pour le relâchement musculaire, un morphinique et un barbiturique, permet la réduction des doses et ainsi de réduire les effets secondaires. Un des produits phares de l'anesthésie est le Fentanyl, crée par le pharmacologue Paul Janssen. De plus, il y a un retour des méthodes d'anesthésies loco-régionales dans les années 60, avec le perfectionnement de la rachianesthésie. C'est en 1968 que l'anesthésie péridurale est, pour la première fois, utilisée lors des accouchements. 
C'est aussi au niveau de l'appareillage et du matériel que les avancées sont importantes, avec la création de vaporisateurs d'anesthésiques et de machines de respiration assistée. Auparavant, l'anesthésiste devait manuellement presser un ballon afin que le patient puisse continuer de respirer après l'administration des produits anesthésiques. Il était aussi responsable et propriétaire de son propre matériel. On voit aussi arriver les premières machines de monitoring en salle d'opération, comme l'électrocardiogramme ou la capnographie. De plus, on voit la fin des seringues en verre avec aiguille en métal et l'apparition des seringues à utilisation unique. Enfin, les services d'anesthésiologies s'agrandissent dans les hôpitaux, avec la création des salles de réveil et des unités de soins intensifs, permettant un meilleur suivi des patients après l'opération.

## Médecine et anesthésiologie dans la société belge: grèves de 1964 et « Safety First » de 1989

### Grève des médecins d'avril 1964 contre la réforme Leburton
Crée en 1944, le système d'assurance maladie-invalidité belge a déjà connu des tentatives de réforme. En effet, basé sur un fonctionnement empirique, le régime d'assurance maladie connaît un déficit chronique. Plusieurs raisons sont avancées pour expliquer cette situation : 
- L'instauration de la médecine sociale, qui a augmenté la fréquence du recours aux soins de santé ;
- L'évolution des techniques thérapeutiques, qui a entraîné une augmentation des dépenses dans les soins de santé et dans les indemnités ;
- L'augmentation du coût de la vie ;
- Certains risques ne pouvaient être évalués que sur une longue période ;

En mars 1960, le Gouvernement Eyskens instaure un Groupe de travail parlementaire, composé de représentants du PSB, du PSC et du Parti Libéral. Le 26 septembre 1961, un rapport est remis avec trois points centraux :
1. Instaurer une nouvelle technique de financement ;
2. Un ensemble d'avantages sociaux, comme la gratuité des soins aux pensionnés, veuves et invalides ;
3. Un système de collaboration entre les prestataires des soins de santé et l'assurance. Ce système est celui de la convention, c'est-à-dire que le prestataire de soins s'engage à respecter les tarifs fixés.

Dès juillet 1961, l'Association générale des Médecins Belges (AGMB) édite un Livre Blanc, reprenant des considérations et propositions proches des conclusions du groupe de travail. Un protocole d'accord en onze points est signé entre le Ministre de la Prévoyance Sociale Edmond Leburton et les représentants de l'AGMB. Mais dès fin octobre 1961, des Unions Professionnelles de médecins spécialistes rejettent le protocole et retirent leur confiance au Conseil général de l'AGMB.
La situation ne se calme pas durant l'année 1962. Des contacts sont maintenus et au printemps 1962, une Commission de contact, composée de représentants de l'AGMB et de représentants des mutualités chrétiennes et socialistes, est mise sur pied et aboutit à un rapport le 4 octobre 1962, plus favorable aux médecins. Mais l'opposition des médecins se raidit et le 25 novembre 1962, les dirigeants de l'AGMB sont officiellement désavoués par 16 unions professionnelles. 
Le 8 mars 1963, Edmond Leburton dépose un projet de loi pour la réforme du régime d'assurance maladie et invalidité. Le lendemain, le Groupement Belge des Médecins Spécialistes (GBS) et la Fédération médicale belge (FMB), votent une motion contre le projet de loi, estimant que le projet ne respecte pas le libre choix des médecins et qu'il attaque la liberté de la profession libérale. Quatre groupements de médecins, Le FMB, le GBS, l'Union Belge des Omnipraticiens (UBO) et les Chambres Syndicales, s'unissent contre ce projet et crée le Comité National d'Action Commune (CNAC) le 22 juin 1963. S'ensuit alors des débats, des communiqués et des discussions entre les représentants des médecins et le Ministre de la Prévoyance Sociale. 
La loi fut discutée en Commission de la Chambre du 19 mars au 12 juin 1963. Le projet fut adopté par la Chambre le 27 juin 1963 et par le Sénat le 31 juillet 1963. La loi fut finalement votée par le Parlement le 9 août 1963. Un projet de loi complémentaire fut déposé au Sénat le 21 novembre et sera votée à la Chambre le 24 décembre 1963. Entretemps, les négociations continuent entre les corps professionnels de médecine et le Gouvernement.
Le 28 janvier 1964, un premier préavis de grève générale est déposé par la Fédération Nationale des Chambres Syndicales de Médecins. Après la dissolution de la FMB le 24 février, le retrait de UBO et la création de l'Association des Médecins des Institutions Socialistes de Soins de Santé, la Fédération des Chambres Syndicales devient le représentant principal. La rupture des négociations se produit le 31 mars et la grève générale est lancée le 1er avril. Pour pallier le manque de médecins, le gouvernement doit faire appel aux médecins de l'armée. Celle-ci va durer jusqu'au 18 avril, avec le recul du gouvernement et la signature d'Accords de la Saint-Jean, base du système de santé belge.

### « Safety First » et sécurité des patients
Bien que les avancées de la médecine de l'anesthésiologie soient en évolution constante, il n'empêche que les accidents mortels dus à l'anesthésie sont toujours présents dans les années 80. Ainsi, le Comité de la Société Belge d'Anesthésie-Réanimation discute de ces problèmes lors de réunions appelées Safety First. Il s'agit de discuter de normes de sécurité, de surveillance et de monitoring pour le patient avant, pendant et après l'opération. Les anesthésistes, avec en première ligne Bernard Gribomont, professeur à l'UCL, demandent des moyens financiers afin de pouvoir munir tous les services d'anesthésiologie du pays des meilleurs appareils de monitoring et de surveillance, d'une équipe présente en permanence pour s'assurer de l'état de santé du patient et de la formation intensive et approfondie d'anesthésistes. Les standards recommandés pour le monitoring sont ceux adoptés par la American Society of Anesthesiologists, l'Association of Anesthesists of Great Britain et la Société Française d'Anesthésie. 
En 1989, le Comité de la Société Belge d'Anesthésie-Réanimation publie les Normes relatives à la sécurité du patient en anesthésie et est adressé au Conseil National des Établissements Hospitaliers (CNEH) et au Ministre des Affaires Sociales Philippe Busquin. Le 17 septembre 1990, une lettre du Ministre Busquin est envoyée au président du CNEH, afin d'étudier la proposition et de préparer une législation adéquate. Un groupe de travail est alors mis sur pied, dont la première réunion de travail se déroule le 6 décembre 1990. Le principe qui ressort est l'instauration de normes légales minimums en matière de surveillance et de sécurité. Concernant le financement, deux possibilités sont avancées: par le biais du prix de journée et par une subvention de la part des pouvoirs publics. Les normes et financements seront acceptés. Celles-ci sont toujours en cours et s'adaptent aux nouvelles recherches et avancées scientifiques. 